# カムバックサーモン運動
カムバックサーモン運動（カムバックサーモンうんどう）とは、戦後の高度成長期の自然破壊により途絶えたサケの回帰を復活させる活動である。

## 各河川での活動

### 栗山川
九十九里浜に注ぐ栗山川では、戦後の高度成長期に回帰が途絶える以前の1957年（昭和32年）までは自然産卵と自然遡上によるサイクルが維持され、上流では平安時代に起源をもつ山倉大神の鮭祭りが長年にわたり営々と続けられていた。その後、用水事業などによる自然破壊のため一時回帰が途絶えた後、1976年（昭和51年）より行われた千葉県内水面水産試験場の増殖事業により稚魚が放流され回帰は復活した。しかし回帰数が少ないことと遡上したサケはブナ化し食味に劣り、商品価値が低いことから商業化は見送られた。
商業化は見送られたものの、事業そのものはボランティア活動として続けられ、横芝堰の手前で栗山川漁業協同組合が捕獲して採卵し受精させた後、横芝町と光町の小学校で育てて放流するサケの里親制度として定着、さらに上流の多古町と香取市も参加し、小学校だけでなく域内域外を問わず一般家庭の参加も加わった活動となった。
なお、遡上を妨げていた横芝堰には2007年（平成19年）に竣工した改修により魚道が設けられ、上流への遡上も復活した。

### 豊平川
昭和の初めまで札幌市の中心を流れる豊平川には多くのサケが遡上しており、1937年（昭和12年）から増殖事業も行われた。しかし戦後、人口の急増に下水道整備が追いつかない状態になり生活排水が豊平川に流れ込んだため水質が悪化し、1953年（昭和28年）には増殖事業は中止され豊平川に遡上するサケはいなくなった。
その後、下水道の整備が進み1970年代には水質が回復し、豊平川の水はきれいになったにもかかわらずサケの遡上は回復しなかった。この状況を憂いた市民有志は1978年（昭和53年）に『さっぽろサケの会』を結成、翌1979年（昭和54年）にサケの稚魚を放流し2年後の1981年（昭和56年）には成長したサケが遡上した。この成功を受けて1984年（昭和59年）に札幌市豊平川さけ科学館が作られ放流事業を引き継いだ。1985年（昭和60年）からは自然産卵も確認されている。

#### 宝酒造との関係
宝酒造は1979年（昭和54年）4月に『さっぽろサケの会』への支援を発表し、「カムバック・サーモン・キャンペーン」を開始した。これに併せて宝焼酎「純」の協賛記念ボトルを北海道限定で発売し、1,000万円（※4年間の売上を合計した額の一部）を同団体へ寄付している。
同社は支援活動の宣伝CMとして『サケと共に自然よ帰れ COME BACK SALMON』（出演：石原良純）を放映し、同社の提供番組の1つ、『西部警察 PART-II』（テレビ朝日系列）では当運動を基にしたドラマ作品、「－北都の叫び－カムバック・サーモン」が製作され、1982年12月12日に放送された。
- 宝酒造は1980年（昭和55年）に「MCEI世界マーケティング専門機構」のグランプリを受賞し[9]、同様の運動を行っていたフレーザー川（カナダ）やテムズ川（イギリス）との国際交流も行っている[9]。

- 『ドラえもん』には当運動をヒントにしたエピソード「酒の泳ぐ川」（てんとう虫コミックス36巻収録）がある[注釈 6]。同エピソードは1984年と2012年にアニメ化された[注釈 7][10]。

### その他の河川
- その他、日本では由良川（京都府）や千曲川（長野県）などでも同様の活動が行われた[9]。
- 多摩川（東京都）でも馬場錬成らにより「多摩川にサケを呼ぶ会」が結成され多摩川とほぼ同緯度の栗山川でのサケの回帰が実現したことから多摩川でも回帰するはずとして稚魚放流を続けたが、元々自然遡上していたわけではない多摩川での回帰は実現していない。